# 土方雄永
土方 雄永（ひじかた かつなが）は、伊勢菰野藩の第12代藩主。
嘉永4年（1851年）3月21日、第11代藩主・雄嘉の長男として生まれる。安政5年（1858年）10月19日、父の死去により、家督を継いだ。しかし、父同様に病弱の上、幼少であったため、大叔父の土方義行が引き続いて補佐した。幕末期、はじめ菰野藩は佐幕派、尊王派で分裂して争った。慶応4年（1868年）2月27日、上洛し、新政府の支持姿勢を明らかにした。その後、戊辰戦争では新政府の東征軍に協力している。
明治2年（1869年）6月23日の版籍奉還で藩知事となる。しかし病気のため、明治3年（1870年）9月17日、家督を養子の雄志に譲って隠居した。明治4年（1871年）10月15日、東京へ移る。
明治27年（1884年）5月10日に死去した。享年34。

## 系譜
父母
- 土方雄嘉（父）

正室
- 益 ー 竹屋光有の娘

子女
- 石黒雄則（長男）

養子
- 土方雄志 ー 土方久己の長男